# Венер (Франция)
Вене́р (фр. Venère) — коммуна во Франции, находится в регионе Франш-Конте. Департамент — Верхняя Сона. Входит в состав кантона Пем. Округ коммуны — Везуль.
Код INSEE коммуны — 70542.

## География

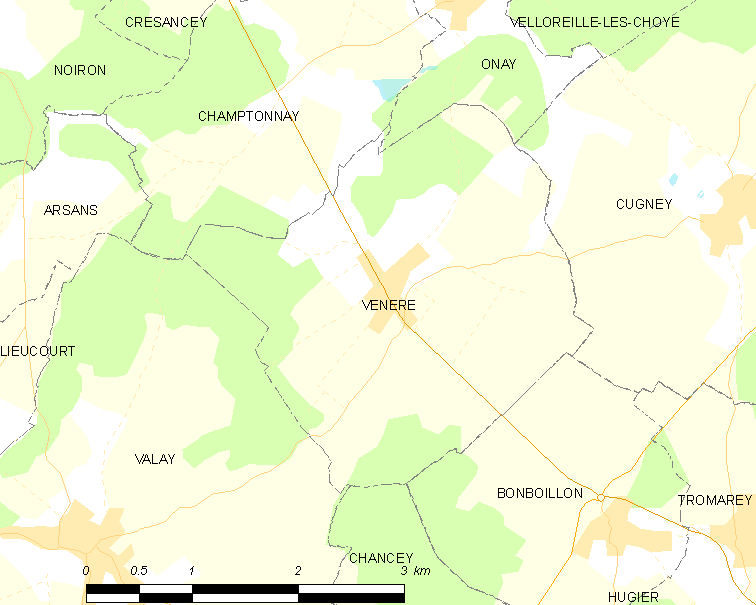
Карта коммуны

Коммуна расположена приблизительно в 300 км к юго-востоку от Парижа, в 30 км северо-западнее Безансона, в 50 км к юго-западу от Везуля.

## Население
Население коммуны на 2010 год составляло 192 человека.
| 1962 | 1968 | 1975 | 1982 | 1990 | 1999 | 2010 |
| ---- | ---- | ---- | ---- | ---- | ---- | ---- |
| 155  | 159  | 148  | 156  | 127  | 151  | 192  |

## Экономика
В 2010 году среди 119 человек трудоспособного возраста (15—64 лет) 85 были экономически активными, 34 — неактивными (показатель активности — 71,4 %, в 1999 году было 67,7 %). Из 85 активных жителей работали 80 человек (44 мужчины и 36 женщин), безработными было 5 (1 мужчина и 4 женщины). Среди 34 неактивных 15 человек были учениками или студентами, 8 — пенсионерами, 11 были неактивными по другим причинам.

## Достопримечательности
- Замок Венер (XIII век). Исторический памятник с 1998 года[3]